# Michael Browne (Kardinal)

Kardinalswappen von Michael Browne

Michael Kardinal Browne OP (* 6. Mai 1887 in Grangemokler, Irland als Michael David Browne; † 31. März 1971 in Rom) war ein Kurienkardinal der römisch-katholischen Kirche.

## Leben
Der 1887 in Grangemokler (Diözese Waterford, Irland) geborene Browne besuchte unter anderem das Rockwell College (Irland), den Konvent San Clemente in Rom und die theologische Fakultät in Freiburg/Schweiz. Am 21. Mai 1910 empfing er die Priesterweihe. Von 1919 bis 1932 war er Mitglied der Päpstlichen Universität Heiliger Thomas von Aquin in den Jahren 1925 bis 1930 als Rektor. 1941 bis 1951 stand er dem Konvent von San Clemente in Rom vor. Den Dominikaner-Orden leitete er von 1955 bis 1962 als Generalmagister und 80. Nachfolger des Hl. Dominikus.
Browne wurde am 19. März 1962 als Kardinaldiakon mit der Titeldiakonie San Paolo alla Regola in das Kardinalskollegium aufgenommen. Am 5. April 1962 ernannte ihn Papst Johannes XXIII. zum Titularerzbischof von Idebessus und spendete ihm am 19. April 1962 die Bischofsweihe; Mitkonsekratoren waren die Kardinäle Giuseppe Pizzardo und Benedetto Aloisi Masella.
Kardinal Browne war in seiner Zeit ein angesehener Theologe, der auf dem Zweiten Vatikanischen Konzil zusammen mit den Kardinälen Alfredo Ottaviani, Giuseppe Siri und Ernesto Ruffini sowie Erzbischof Marcel Lefebvre den konservativen Flügel verkörperte. Im Konzilsgeschehen trat er auf beeindruckende und wortgewaltige Weise immer wieder für die von der theologischen Kommission vorbereiteten Texte ein und wurde zu einem der bedeutendsten Kritiker der Erklärung über die Religionsfreiheit.
Michael Browne starb am 31. März 1971 in Rom und wurde im Dominikanerkonvent von Tallaght in Dublin bestattet.